# Wojciech Ferens
Wojciech Ferens (ur. 5 kwietnia 1991 w Radomiu) – polski siatkarz, grający na pozycji przyjmującego. 2-krotny zdobywca Pucharu Polski (2014, 2018), dwukrotny brązowy medalista mistrzostw tego kraju (2018, 2019). Wieloletni reprezentant Polski.

## Życiorys
Piłkę siatkową zaczął trenować w gimnazjum w Wolanowie. Na turnieju radomskiej gazety, Echo Dnia, zauważył go trener Krzysztof Jaskulski i zaproponował mu grę w drużynie kadetów Jadaru Radom. W 2007 roku rozpoczął grę w radomskim klubie. Po roku został uczniem Szkoły Mistrzostwa Sportowego w Spale. W międzyczasie był reprezentantem kraju w kategorii kadetów. Z reprezentacją wywalczył m.in. 4. miejsce na mistrzostwach Europy w Rotterdamie (2009) i złoto na Olimpijskim Festiwalu Młodzieży Europy. W 2010 roku z Czarnymi Radom sięgnął po tytuł mistrza Polski juniorów. W maju 2010 roku podpisał kontrakt z Indykpolem AZS Olsztyn, występującym w PlusLidze.
W sezonie 2013/2014 występował w drużynie z Kędzierzyna-Koźla. Sezon 2014/2015 spędził na wypożyczeniu do klubu BBTS Bielsko-Biała. Od sezonu 2015/2016 występował w drużynie Łuczniczka Bydgoszcz. Od stycznia 2017 roku był zawodnikiem Trefla Gdańsk. W seniorskiej reprezentacji Polski rozegrał 16 meczów. Sezon 2018/2019 rozpoczął we francuskiej Ligue A, w drużynie AS Cannes VB, lecz w trakcie rozgrywek – w styczniu 2019 roku – został graczem Jastrzębskiego Węgla. 
W 2019 przeniósł się do zespołu Aluronu Virtu CMC Zawiercie.
W trakcie sezonu 2023/2024 urodził mu się jego syn jako wcześniak.

## Sukcesy klubowe
Puchar Polski:
- 2014, 2018

PlusLiga: 
- 2018, 2019

## Sukcesy reprezentacyjne
Letnia Uniwersjada:
- 2013

Liga Europejska:
- 2015